# Junta governativa baiana de 1821-1824
Quando D. João VI transformou as capitanias em províncias, estas foram inicialmente governadas por uma junta governativa provisória.

## Juntas Governativas
As juntas governativas provisórias da província da Bahia foram compostas pelos seguintes membros:
- 10 de fevereiro de 1821 –  2 fevereiro de 1822
  - Luis Manuel de Moura Cabral - Presidente
  - Paulo José de Melo Azevedo e Brito - Vice-Presidente[1]
  - José Caetano de Paiva Pereira
  - José Fernandes da Silva Freire
  - Manuel Pedro de Freitas Guimarães
  - Francisco de Paula de Oliveira
  - Francisco José Pereira
  - Francisco Antônio Filgueiras
  - José Antônio Rodrigues Vianna
  - José Lino Coutinho[2]
- 2 de fevereiro de 1822 -  2 de junho de 1823
  - Francisco Vicente Viana, barão do Rio das Contas - Presidente
  - Francisco Carneiro de Campos - Secretário
  - Francisco Martins da Costa
  - Francisco Elesbão Pires de Carvalho e Albuquerque
  - Manoel Ignacio da Cunha
  - José Cardoso Pereira de Melo
  - Antônio da Silva Telles[3]
- 26 de junho de 1822 – 22 de Setembro 1822
  - Antonio Teixeira de Freitas Barbosa,  barão de Itaparica (da Junta Conciliatória e de Defesa, em Cachoeira) - Presidente
- 22 de setembro de 1822 – 23 de junho de 1823
  - Francisco Elesbão Pires de Carvalho e Albuquerque, barão de Jaguaripe - Presidente
- 2 de junho de 1823 –  2 de julho de 1823
  - Manoel Thomaz Peixoto - Presidente
- 23 de julho de 1823 – 19 de janeiro de 1824
  - Francisco Elesbão Pires de Carvalho e Albuquerque, barão de Jaguaripe[4] - Presidente

## Governadores das Armas durante a transição do período colonial até o Império
- Francisco de Assis Mascarenhas
- Manuel Pedro de Freitas Guimarães
- Inácio Luís Madeira de Melo
- Miguel Calmon du Pin e Almeida
- Francisco Vicente Viana